# Halifax
|  | Per a altres significats, vegeu «Halifax (desambiguació)». |

Halifax és una ciutat canadenca, capital i ciutat més gran de la província de Nova Escòcia, i el centre econòmic de les Províncies Atlàntiques. El 1995 la ciutat de Halifax va ser amalgamada amb un nombre de barris per a crear Halifax Regional Municipality (HRM). El 2013, el HRM tenia una població de 413.710 habitants.

## Fills il·lustres
- Charles Brenton Huggins (1901 - 1997) metge, Premi Nobel de Medicina o Fisiologia de l'any 1966.
- Roland Richardson (1878-1949), matemàtic, professor de la universitat de Brown.